# Sergio Spina
Sergio Spina (Milano, 24 aprile 1928 – Roma, 19 gennaio 2017) è stato un regista, autore televisivo e sceneggiatore italiano, molto attivo nella regia televisiva sino dagli inizi delle trasmissioni regolari della Rai.

## Biografia
Fu regista di uno dei primi programmi trasmessi dalla Rai nel 1954, intitolato Strapaese. Gli si deve inoltre l'ideazione e la regia di Mixer (condotto da Giovanni Minoli).

### Il cinema
Per il cinema, oltre all'attività di sceneggiatore, si segnala la regia di L'asino d'oro: processo per fatti strani contro Lucius Apuleius cittadino romano (tratto da Lucio Apuleio) e La donna, il sesso e il superuomo,  presentato al Locarno Film Festival nel 1965.

## Programmi televisivi Rai
- Per favore dica lei! , di e con Dino Falconi, regia di Vito Molinari e Sergio Spina, varietà in 10 puntate dal 20 febbraio 1954 al 24 luglio 1954.
- Paese che vai, testi di Carlo Silva, Italo Terzoli e Spiller, orchestra di Mario Consiglio, regia di Sergio Spina, varietà in 8 puntate dal 21 dicembre 1954 al 29 marzo 1955.
- Musica in vacanza, con Isa Bellini, Alberto Bonucci e Paolo Ferrari, orchestre di Gorni Kramer e Lelio Luttazzi, regia di Vito Molinari e Sergio Spina, varietà di 8 puntate dal 10 marzo 1955 al 30 giugno 1955.

## Filmografia
- Tempo di monda, produzione Ministero agricoltura e foreste (1955) - regia
- Io, Semiramide, regia di Primo Zeglio (1962) - soggetto
- Le sette folgori di Assur, regia di Silvio Amadio (1962) - soggetto
- Nude, calde e pure, regia di Virgilio Sabel (1964) - soggetto e sceneggiatura
- La donna, il sesso e il superuomo (1967) - regia, soggetto e sceneggiatura
- Il mercenario, regia di Sergio Corbucci (1968) - sceneggiatura
- L'asino d'oro: processo per fatti strani contro Lucius Apuleius cittadino romano - regia, soggetto e sceneggiatura (1970)
- L'addio a Enrico Berlinguer (1984) - regia
- Un altro mondo è possibile (2001) - regia e soggetto